# De doop van de kamerling
De doop van de kamerling is een schilderij van de Nederlandse schilder Rembrandt van Rijn in het Museum Catharijneconvent in Utrecht.

## Voorstelling
Het toont de doop van een kamerling (kamerheer) van de koningin van Ethiopië door de apostel Filippus, zoals dit verteld wordt in Handelingen  8:26-40. Volgens dit verhaal was de kamerling in Jeruzalem geweest om daar te bidden. Toen Filippus hem Jesaja hoorde lezen, vroeg hij hem of hij het ook begreep. De hoogwaardigheidsbekleder verzuchtte dat hij nooit les gekregen had en dus ging Filippus naast hem op zijn wagen zitten en begon hem te onderwijzen. Het toeval wilde dat de hoogwaardigheidsbekleder juist Jesaja's profetie van de Messias las en nadat de kamerling Filippus vroeg wie Jesaja precies bedoelde, vertelde hij hem over Jezus. Nadat Filippus gesproken had, was de kamerling er zo van overtuigd dat Jezus de Messias was, dat hij  bij een water stopte om door Filippus gedoopt te worden.

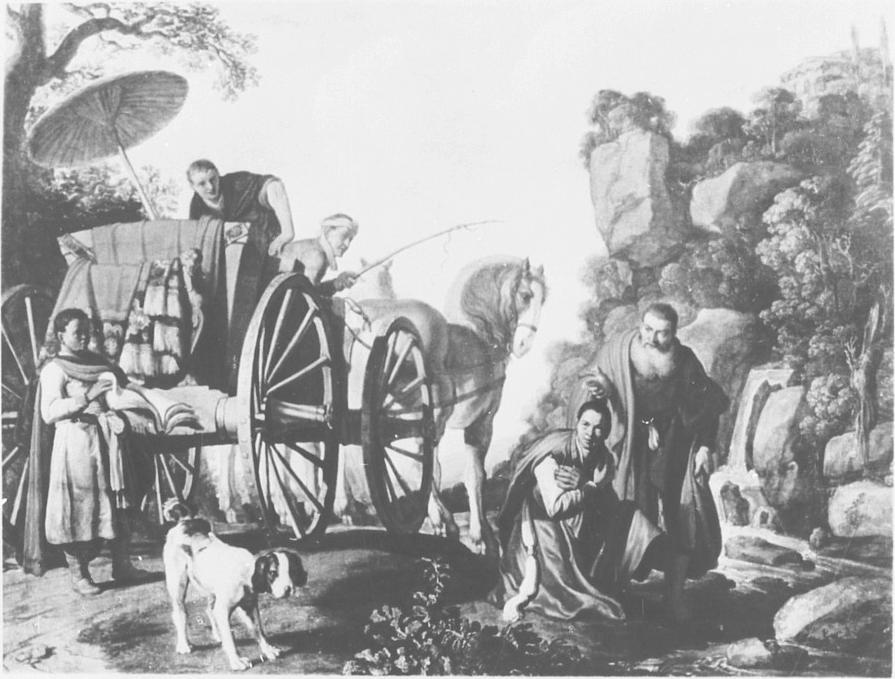
Pieter Lastman. De doop van de kamerling. 1623, Karlsruhe, Staatliche Kunsthalle

Het schilderij van Rembrandt is geïnspireerd op een schilderij van Pieter Lastman met hetzelfde onderwerp, dat tegenwoordig deel uitmaakt van de verzameling van de Staatliche Kunsthalle in Karlsruhe. Rembrandt was in 1625 een half jaar lang bij Lastman in de leer en Rembrandt heeft in die periode en in de jaren daarna een aantal van zijn werken als uitgangspunt genomen voor zijn eigen composities. In het geval van De doop van de kamerling veranderde Rembrandt het formaat, liet hij overtollige details, zoals de rotsformatie en de parasol, weg en bracht hij de figuren samen tot één compacte compositie.

## Herkomst
Het werk werd in 1976 aangekocht door het Aartsbisschoppelijk Museum (het huidige Museum Catharijneconvent) in Utrecht. De verkoopster wenste anoniem te blijven.

## Tentoonstellingen
De doop van de kamerling maakte deel uit van de volgende tentoonstellingen:
- Rembrandt, ‘de doop van de kamerling’, 31 maart - 10 mei 1976, Aartsbisschoppelijk Museum, Utrecht.
- Der junge Rembrandt. Rätsel um seine Anfänge, 3 november 2001 - 27 januari 2002, Gemäldegalerie Alter Meister, Kassel, ISBN 9783932353536.
- Rembrandt Rembrandt, 1 februari - 11 mei 2003, Städelsches Kunstinstitut, Frankfurt am Main.
- Das Zeitalter Rembrandts, 4 maart - 21 juni 2009, Graphische Sammlung Albertina, Wenen.
- Jonge Rembrandt - Rising star, 2 november 2019 - 9 februari 2020, Museum De Lakenhal, Leiden

Adriaantje Hollaer · Ahasveros en Haman aan het feestmaal van Esther · De anatomische les van Dr. Deijman · De anatomische les van Dr. Nicolaes Tulp · Andromeda aan de rots geketend · Aristoteles bij de buste van Homerus · Artemisia · Badende vrouw · Bathseba met de brief van koning David · De blindmaking van Simson · De brillenverkoper · Buitenlandse admiraal · Christus in de storm op het meer van Galilea · Christus met een staf · Danaë · David en Uria · De doop van de kamerling · Het feestmaal van Belsazar · Flora · Gelijkenis van de rijke dwaas · Historiestuk · Jacob zegent de zonen van Jozef · Jeremia treurend over de verwoesting van Jeruzalem · Het Joodse bruidje · De maaltijd in Emmaüs · Marten Soolmans en Oopjen Coppit · Mozes en de tafelen der wet · De Nachtwacht · Het offer van Abraham (1635) · Pallas Athene · Portret van een man met handschoenen in de hand · Portret van een man · Portret van Amalia van Solms · Portret van Baertje Martens · Portret van Herman Doomer · Portret van Jan Six · Portret van Johannes Wtenbogaert · Portret van Maurits Huygens · De samenzwering van de Bataven onder Claudius Civilis · De schilder in zijn atelier · De Staalmeesters · De steniging van de Heilige Stefanus · Terugkeer van de verloren zoon · Titus aan de lezenaar · Titus als monnik · De Vaandeldrager · De verloochening van Petrus · De verloren zoon in een herberg · Het vertrek van de Sunammitische vrouw · De vlucht naar Egypte · De vlucht naar Egypte · Zelfportret op jeugdige leeftijd (ca. 1628) · Zelfportret met twee cirkels · Zelfportret als de apostel Paulus